# Mauermusik
Mauermusik is een compositie van de Finse componist Aulis Sallinen.

## Geschiedenis
Mauermusik is geschreven in Keulen, maar gaat over een andere Duitse stad, Berlijn. Het is geschreven naar aanleiding van een sterfgeval van een vluchteling die de Berlijnse Muur wilde trotseren en gedurende zijn vlucht werd doodgeschoten. Sallinen is min of meer ook vluchteling. Zijn geboortedorp Salmi en omstreken werd als schadevergoeding aan de Sovjet-Unie in 1944 overgedaan. Een massale vlucht van de van oorsprong Finse bevolking naar Finland was het gevolg.
Het werk is opgedragen aan de jonge Duitser die overleed. De ondertitel luidt Zur Erinnerung an einen jungen Deutschen. Sallinen was geschokt dat een dergelijke wreedheid plaatsvond nabij het centrum van de Europese cultuur. Mauermusik kende een moeilijke start maar werd na de première een kleine doorbraak van Sallinen. De première werd gegeven in Helsinki door het Filharmonisch Orkest van Helsinki onder leiding van Ulf Söderblom.

## Muziek
De muziek is donker van klank en klinkt daarbij verlaten. Blazers spelen boven een ondergrond van strijkinstrumenten, waarbij de blazers bijna frivole muziek spelen, terwijl de strijkers een ijzige akkoordenbegeleiding verzorgen. Koper staat daartegenover hout. De componist verdeelde het werk theoretisch in drie stukken; een inleiding, een passacaglia en een finale, doch een onderscheid is er nauwelijks. De zogenaamde drie delen gaan onmerkbaar in elkaar over.

## Orkestratie
- 3 dwarsfluiten waarvan 1 piccolo en 1 altdwarsfluit; 2 hobo's; 3 klarinetten waarvan 1 basklarinet; 2 fagotten waarvan 1 contrafagot;
- 3 hoorns, 2 trompetten, 2 trombones, 1 tuba
- strijkinstrumenten

## Discografie en bron
- Uitgave CPO: Norrköpings Symfoniorkester o.l.v. Ari Rasilainen (opname 2003)
- Uitgave Finlandia Records 026: Fins Radiosymfonieorkest o.l.v. Paavo Berglund (1983)(niet meer verkrijgbaar)
- Orkestratie van FIMIC (Fins instituut voor muziek)